# Луций Меммий (монетарий)
Лу́ций Ме́ммий (лат. Lucius Memmius; умер после 90 года до н. э.) — римский политический деятель, монетарий (предположительно в 90 году до н. э.).

## Биография
Сохранились денарии, отчеканенные монетарием по имени Луций Меммий. На одной их стороне изображена мужская голова в дубовом венке, на другой — Диоскуры. Некоторые исследователи полагают, что Луций Меммий занимал должность монетария в 90 году до н. э.; больше об этом нобиле ничего не известно. Впрочем, существует и версия в пользу того, что монетарием был Луций Меммий, упомянутый у Марка Туллия Цицерона как судебный обвинитель (в этом случае чеканку датируют 110 годом до н. э.).